# 漢利級潛艇母艦
漢利級潛艇母艦是一款於1962至96年間服役至美國海軍的潛艇母艦

## 發展
漢利級潛艇母艦是美國海軍第一款專門從頭為支援彈道飛彈潛艦設計的潛艇母艦，能運輸UGM-27北極星飛彈等大型導彈，同時為吊掛此類型導彈，艦尾安裝了一座可旋轉的32噸起重機。同時該艦動力強大，採用十具柴油引擎提供動力，單軸能輸出15,000軸馬力。在建成後隨後與次型艦西蒙·雷克級潛艇母艦形成輪替，互相調配。
1973至1975年間，兩艘同級艦均進行改裝，使其能夠運載UGM-73海神彈道飛彈，而大型吊車則改為兩座小型起重機。隨著90年代的到來，配備UGM-73海神彈道飛彈的彈道彈道飛彈潛艦逐漸退役，因此對於漢利級也逐漸減少，最終兩艦於90年代中期陸續退役，並在後備艦隊停留十年多後被拆解。

## 同級艦
| 艦名   | 舷號  | 造船廠             | 下水       | 服役       | 退役       | 現況                  | DANFS | NVR |
| ------ | ----- | ------------------ | ---------- | ---------- | ---------- | --------------------- | ----- | --- |
| 漢利號 | AS-31 | 紐波特紐斯造船公司 | 1961-09-28 | 1962-06-12 | 1994-09-30 | 2007年1月5日出售拆解  |       |     |
| 霍蘭號 | AS-32 | 英格爾斯造船廠     | 1963-01-19 | 1963-09-17 | 1996-09-30 | 2013年7月18日出售拆解 |       |     |

## 補充
1. ↑  致敬美利堅邦聯潛水艇設計師何瑞斯·洛森·漢利（英语：Horace Lawson Hunley）
2. ↑  致敬愛爾蘭潛水艇設計師約翰·菲利普·霍蘭（英语：John Philip Holland）